# Conops bellatus
Conops bellatus är en tvåvingeart som beskrevs av Camras 1957. Conops bellatus ingår i släktet Conops och familjen stekelflugor. Inga underarter finns listade i Catalogue of Life.